# Sainte Colombe figlio
Sainte Colombe figlio (1660 circa – 1720 circa) è stato un gambista e compositore francese del primo ‘700, la cui attività, per quanto ci è noto, si è svolta prevalentemente in Inghilterra e in Scozia.
È legato probabilmente da parentela con il gambista noto come Monsieur de Sainte Colombe, di cui potrebbe essere un figlio, forse naturale. 

## Biografia
Di lui sappiamo che era ad Edimburgo nel 1707, dove insegnò viola alla signora Grizel Baillie, nella stessa città che – probabilmente non a caso - ospita due delle tre collezioni di manoscritti a noi note di Monsieur de Sainte Colombe. Una gazzetta di Londra ci informa poi di un concerto di “Mr. St.Columbe” nel maggio del 1713. Nel complesso quasi tutta la sua vita musicale dovette svolgersi in Gran Bretagna, come dimostra il fatto che la sua produzione è scritta per viola a sei corde: sappiamo infatti che proprio Monsieur de Sainte Colombe aveva introdotto in Francia e in Europa continentale l'uso della settima corda grave nella viola, uso che invece non si era diffuso oltre la Manica.

## Produzione musicale
Remond de San Mard, uno scrittore del XVIII secolo, parla di un figlio naturale di Monsieur de Sainte Colombe definendolo un uomo semplice e un compositore non sufficientemente originale rispetto al padre e maestro. Sicuramente la sua musica, che ci è nota attraverso i manoscritti di sei suites per viola sola, sembra molto influenzata da quella del suo presunto genitore, e radicata nella cultura musicale del XVII secolo; ciononostante oggi si riconosce il valore originale delle sue composizioni, che hanno lasciato poche tracce nella storia della musica anche perché scritte per uno strumento che proprio in quegli anni usciva di moda ed entrava in disuso.

In particolare il “Tombeau pour Monsieur de Sainte Colombe”, una raccolta di “Suites pour viole seule”, scritto in memoria di quello che presumibilmente fu suo padre, è nella densità espressiva una delle espressioni più notevoli nel repertorio per viola del periodo, con soluzioni concettuali e compositive originali che trovano paralleli solo in Marin Marais. 
Le sue opere sono state incise in tempi recenti, tra gli altri, da Jordi Savall e da Jonathan Dunford.